# 함양 금대사 삼층석탑
함양 금대사 삼층석탑(咸陽 金臺寺 三層石塔)은 대한민국 경상남도 함양군 마천면 가흥리에 있는 조선시대의 삼층석탑이다.
1972년 2월 12일 경상남도의 유형문화재 제34호 금대사 삼층석탑으로 지정되었다가, 2018년 12월 20일 현재의 명칭으로 변경되었다.

## 개요
금대사는 통일신라시대에 처음 지어진 사찰로, 한국전쟁으로 인해 불에 타 없어졌던 것을 최근에 다시 지어 명맥을 이어가고 있다.
절 안에 남아 있는 이 탑은 커다란 바위 위에 서 있는데, 바위가 탑의 기단부(基壇部)를 대신하여 그 위로 3층의 탑신(塔身)이 쌓여 있는 모습이다. 탑신의 각 몸돌은 모서리마다 기둥모양을 본떠 가지런히 새겼다. 비교적 보존이 잘된 지붕돌은 밑면에 3단의 받침을 얕게 두었는데, 그에 따라 낙수면의 경사도 완만하다. 처마는 수평을 이루다가 양끝에서 살짝 들려 가벼운 상승감이 느껴진다. 꼭대기에는 단조로운 머리장식이 비교적 잘 남아 있는데 후대에 보충했을 가능성이 있다.
비록 바위가 기단부를 대신하고 있으나 전체적으로 아름다운 조화를 이루며, 특히 지붕돌의 가벼운 곡선처리는 탑 전체에 활기를 불어 넣어준다. 각 부분의 모습들로 보아 이 탑은 조선시대 전기에 세운 것으로 보인다.

## 참고 문헌
- 금대사삼층석탑 - 국가유산청 국가유산포털